# Disetronic
Die Disetronic Holding AG war ein 1984 in Burgdorf (Schweiz) gegründetes Unternehmen, das sich mit der Herstellung und dem Vertrieb von Infusionssystemen in der Medizin beschäftigte. Bekannt wurde es durch die Entwicklung neuartiger Insulinpumpen für die Therapie des Diabetes mellitus. 
Disetronic wurde von den Brüdern Willy und Peter Michel mit staatlicher Unterstützung gegründet. Im Jahr 2000 hatte das Unternehmen 1'021 Mitarbeiter und machte einen Umsatz von 252,20 Millionen Franken. 2003 wurde die Disetronic Gruppe aufgespaltet. Der Hauptteil, der den Bereich Infusionssysteme umfasste, wurde vom Pharma-Konzern Roche Holding übernommen und in den Geschäftsbereich Roche Diabetes Care innerhalb der Division Roche Diagnostics eingegliedert. Der Injektionsbereich (Disetronic Injection Systems AG) wurde hingegen als eigenständiges Unternehmen unter dem Namen Ypsomed weitergeführt und 2004 durch einen IPO an die Börse gebracht.
2005 kam es bei der Zulassung von Insulinpumpen für die USA zu Schwierigkeiten. Die amerikanische Gesundheitsbehörde FDA verweigerte den Zugang wegen angeblicher Qualitätsprobleme.
Im Oktober 2006 konnte durch die Aufhebung der Importsperre wieder in die USA geliefert werden.